# توتي جوميز
توتي أنطونيو جوميز (بالبرتغالية: Tote António Gomes‏) (من مواليد 16 يناير 1999)، المعروف باسم توتي Toti، هو لاعب كرة قدم برتغالي محترف يلعب مع نادي وولفرهامبتون واندررز كمدافع.